# Sarah Bonnici
Sarah Bonnici (Gozo, Malta, 30 de mayo de 1998) es una cantante maltesa. Representó a Malta en el Festival de la Canción de Eurovisión 2024 con la canción "Loop".

## Primeros años y vida privada
Bonnici nació en Xagħra, localidad ubicada en la isla maltesa de Gozo. Es hija de Marcel Bonnici, director ejecutivo de Mercury Towers y Ħamrun Spartans. Tiene un máster en contabilidad.

## Carrera
Bonnici fue asesorada por Miriam Christine desde muy joven. En 2009, compitió en el Malta Junior Eurovision Song Contest, la selección nacional para el Festival de la Canción de Eurovisión Junior 2009, con "The Mambo Song", terminando en tercer lugar.  Al año siguiente, ganó la cuarta edición del Festival de la Canción L-Għanja Tal-Maltin, quedando primera en su grupo de edad con una canción escrita por Miriam Christine y ganando Mejor Voz en el mismo concurso. En 2010, participó de nuevo en el Malta Junior Eurovision Song Contest, quedando séptima con la canción "Kitty Kitty Cat". Esta aparición le dio la oportunidad de unirse a la representante de Malta Nicole Azzopardi, como bailarina, en el Festival de la Canción de Eurovisión Junior 2010.
A lo largo de su adolescencia, participó en varios concursos internacionales de canciones fuera de su Malta natal, incluido el Festival Trixie en Bulgaria, el Festival Star de los Cárpatos en Rumanía y el Festival Star to Born en Hungría. Bonnici obtuvo el primer lugar en su categoría en el Festival Ti Amo en Rumanía y también ganó la Categoría de Canción Original con la canción "Vivrà ancora". Ganó la sección "Nuevo Talento" del Festival Kanzunetta Indipendenza en 2012, y la categoría principal del festival en 2018. Poco después, participó en la primera edición de X Factor Malta.
Bonnici participó en el Malta Eurovision Song Contest 2022 con "Heaven" escrita por Aidan, quedando en el puesto 12 en la final. El 18 de octubre de 2023, fue anunciada entre los participantes del Malta Eurovision Song Contest 2024 con la canción "Loop", y luego fue elegida para actuar en el primer espectáculo de la etapa semifinal el 27 de octubre. Al final de la ronda, a finales de noviembre, se anunció que estaba entre las clasificadas para la final del 3 de febrero de 2024. Allí, ganó la votación del jurado y quedó primera en la general con 102 puntos, siendo seleccionada para representar a Malta en el Festival de la Canción de Eurovisión 2024.

## Discografía

### Sencillos
| Sencillo            | Año  | Álbum o EP |
| ------------------- | ---- | ---------- |
| "Bandwagon"         | 2015 |            |
| "Breathe Your Love" | 2017 |            |
| "Il-Pinna"          | 2018 |            |
| "Heaven"            | 2022 |            |
| "Never Ever"        | 2023 |            |
| "Loop"              | 2024 |            |